# Regionalwahl in Kampanien 2015
Die Regionalwahl in Kampanien 2015 fand am 31. Mai statt; der Regionalrat und der Präsident der Region Kampanien wurden gleichzeitig gewählt.

## Wahlergebnis
| Kandidaten                                          | Kandidaten              | Stimmen   | %    | Listen                    | Stimmen   | %    | Mandate |
| --------------------------------------------------- | ----------------------- | --------- | ---- | ------------------------- | --------- | ---- | ------- |
|                                                     | Vincenzo De Lucagewählt | 987.927   | 41,2 | Partito Democratico       | 443.879   | 19,5 | 15      |
| Lista De Luca Presidente                            | Vincenzo De Lucagewählt | 987.927   | 41,2 | 111.698                   | 4,9       | 4    |         |
| Campania Libera                                     | Vincenzo De Lucagewählt | 987.927   | 41,2 | 108.921                   | 4,8       | 3    |         |
| Centro Democratico - Scelta Civica                  | Vincenzo De Lucagewählt | 987.927   | 41,2 | 62.975                    | 2,8       | 2    |         |
| Unione di Centro                                    | Vincenzo De Lucagewählt | 987.927   | 41,2 | 53.628                    | 2,4       | 2    |         |
| Partito Socialista Italiano                         | Vincenzo De Lucagewählt | 987.927   | 41,2 | 49.643                    | 2,2       | 1    |         |
| Campania in #Rete (ApI - Nuovo CDU - Autonomia Sud) | Vincenzo De Lucagewählt | 987.927   | 41,2 | 34.337                    | 1,5       | 1    |         |
| Davvero Ecologia & Diritti - Verdi                  | Vincenzo De Lucagewählt | 987.927   | 41,2 | 26.401                    | 1,2       | 1    |         |
| Italia dei Valori                                   | Vincenzo De Lucagewählt | 987.927   | 41,2 | 25.913                    | 1,1       | 1    |         |
| ↳ Gesamt                                            | Vincenzo De Lucagewählt | 987.927   | 41,2 | 917.395                   | 40,3      | 30   |         |
|                                                     | Stefano Caldoro         | 921.379   | 38,4 | Forza Italia              | 405.773   | 17,8 | 7       |
| Caldoro Presidente (Nuovo PSI - PLI)                | Stefano Caldoro         | 921.379   | 38,4 | 163.468                   | 7,2       | 2    |         |
| Nuovo Centrodestra - Campania Popolare              | Stefano Caldoro         | 921.379   | 38,4 | 133.753                   | 5,9       | 1    |         |
| Fratelli d’Italia – Alleanza Nazionale              | Stefano Caldoro         | 921.379   | 38,4 | 124.543                   | 5,5       | 2    |         |
| Libertà e Autonomia - Noi Sud                       | Stefano Caldoro         | 921.379   | 38,4 | 47.367                    | 2,1       | –    |         |
| Popolari per l’Italia - PRI                         | Stefano Caldoro         | 921.379   | 38,4 | 17.475                    | 0,8       | –    |         |
| Mai più la Terra dei Fuochi                         | Stefano Caldoro         | 921.379   | 38,4 | 6.561                     | 0,3       | –    |         |
| Vittime della Giustizia                             | Stefano Caldoro         | 921.379   | 38,4 | 5.941                     | 0,3       | –    |         |
| Nicht gewählte Direktkandidat                       | Stefano Caldoro         | 921.379   | 38,4 | –                         | –         | 1    |         |
| ↳ Gesamt                                            | Stefano Caldoro         | 921.379   | 38,4 | 904.881                   | 39,7      | 13   |         |
|                                                     | Valeria Ciarambino      | 420.839   | 17,5 | Movimento 5 Stelle        | 387.546   | 17,0 | 7       |
|                                                     | Salvatore Vozza         | 52.777    | 2,2  | Sinistra al Lavoro        | 53.000    | 2,3  | –       |
|                                                     | Marco Esposito          | 17.860    | 0,7  | Mo! Lista Civica Campania | 14.332    | 0,6  | –       |
| Gesamt                                              | Gesamt                  | 2.400.782 | 100  |                           | 2.277.460 | 100  | 50      |